# Slag bij Aizkraukle
De Slag bij Aizkraukle of Ascheraden was een veldslag die werd uitgevochten op 5 maart 1279 tussen de Duitse Orde en de Lijflandse Orde enerzijds en het grootvorstendom Litouwen anderzijds.

## Aanloop
In 1273 was de Duitse Orde begonnen met het bouwen van Kasteel Dinaburga (nabij het huidige Daugavpils) in een gebied dat gecontroleerd werd door Grootvorst Traidenis. Het kasteel lag op een strategische positie voor de orde, want vanuit het kasteel probeerde de orde de Semgallen onder controle te houden. Traidenis belegerde het kasteel een maand lang, maar faalde.

## Slag
In 1279 vertrok een leger van de Lijflandse Orde richting Litouwen. In die tijd had er een hongersnood plaatsgevonden in het land en was de broer van Traidenis, Sirputis, in Polen landerijen aan het brandschatten. Toen het Lijflandse leger in de buurt van Kernavė kwam en daar de landerijen ging brandschatten kregen ze algauw een klein leger achter zich aan. Toen men de plaats Aizkraukle bereikte stuurde de grootmeester een groot gedeelte van zijn leger naar huis met de buit. Hierna vielen de Litouwers het overgebleven leger aan. De Semgallen die in het leger van de Orde zaten trokken zich als eerste terug waarop de overwinning naar de Litouwers ging.

## Nasleep
Als gevolg van de slag kwamen de Semgallen openlijk in opstand tegen de Lijflandse Orde en vroegen ze Traidenis om bescherming. Als reactie hierop besloot de Orde om in het vervolg aanvallen van zowel het noorden als het zuiden uit te plannen.